# Desertering

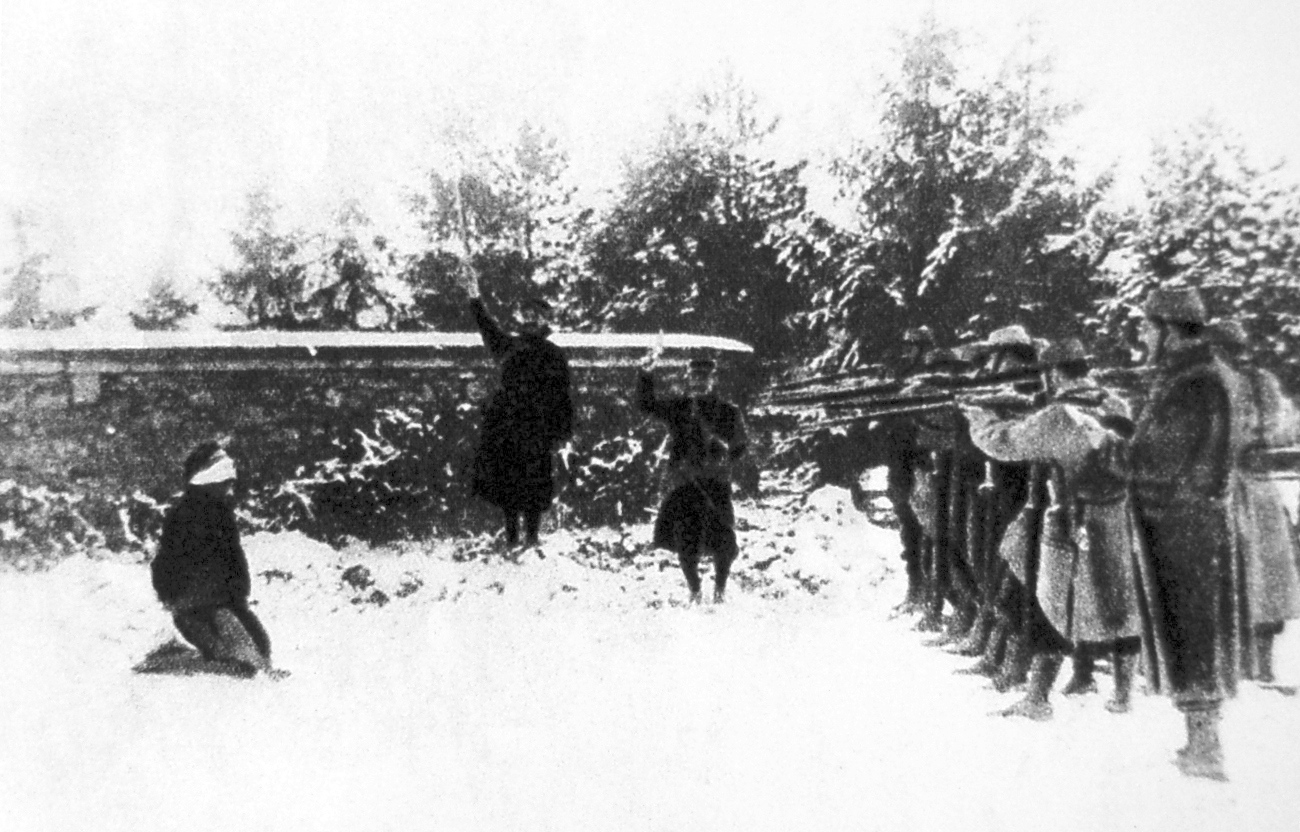
Arkebusering av fransk desertör under första världskriget.

Desertering, förr även fanflykt, innebär att en person rymmer från militärtjänstgöring. En desertör är en person som på eget bevåg underlåter att fullfölja militär plikt eller flyr från slagfältet och från regementets eller nationens fana. Definitionen varierar och kan innebära allt från att överge en viss stridsställning, överge sitt förband eller lämna en krigsskådeplats helt och hållet. Desertering kan ske genom att man gömmer sig på det egna territoriet eller att man flyr till neutralt eller fiendekontrollerat område.

## Rättsliga konsekvenser
Desertering är vanligen straffbart och i vissa länder belagt med dödsstraff. Enligt internationell rätt erkänns staters rätt till självförsvar, och detta förutsätter rätten att kräva att medborgare fullgör militärtjänstgöring. Å andra sidan erkänner internationell rätt också alla individers mänskliga rättigheter, där åsiktsfriheten kan kollidera med plikten att strida för landet. Vägran att strida för sitt land kan betraktas som ett politiskt motstånd eller som ett politiskt brott, då det kan finnas skäl till flyktingstatus. En flykting är någon som på grund av ras, religion, nationalitet, medlemskap i någon samhällsgrupp eller som har någon politisk åsikt, befinner sig utanför sitt land och har befogad rädsla inför att återvända. En desertör är en person som av någon orsak inte vill strida för sitt land.

### Överlöpande till fienden
I fall när desertörer hamnar i fiendens läger kan kontroverser uppstå gällande om de bör betraktas som krigsfångar, och då åtnjuta rättigheter enligt Genève- och Haagkonventionerna, eller istället ses som lierade med fienden och därmed som landsförrädare.

## Exempel i olika länder

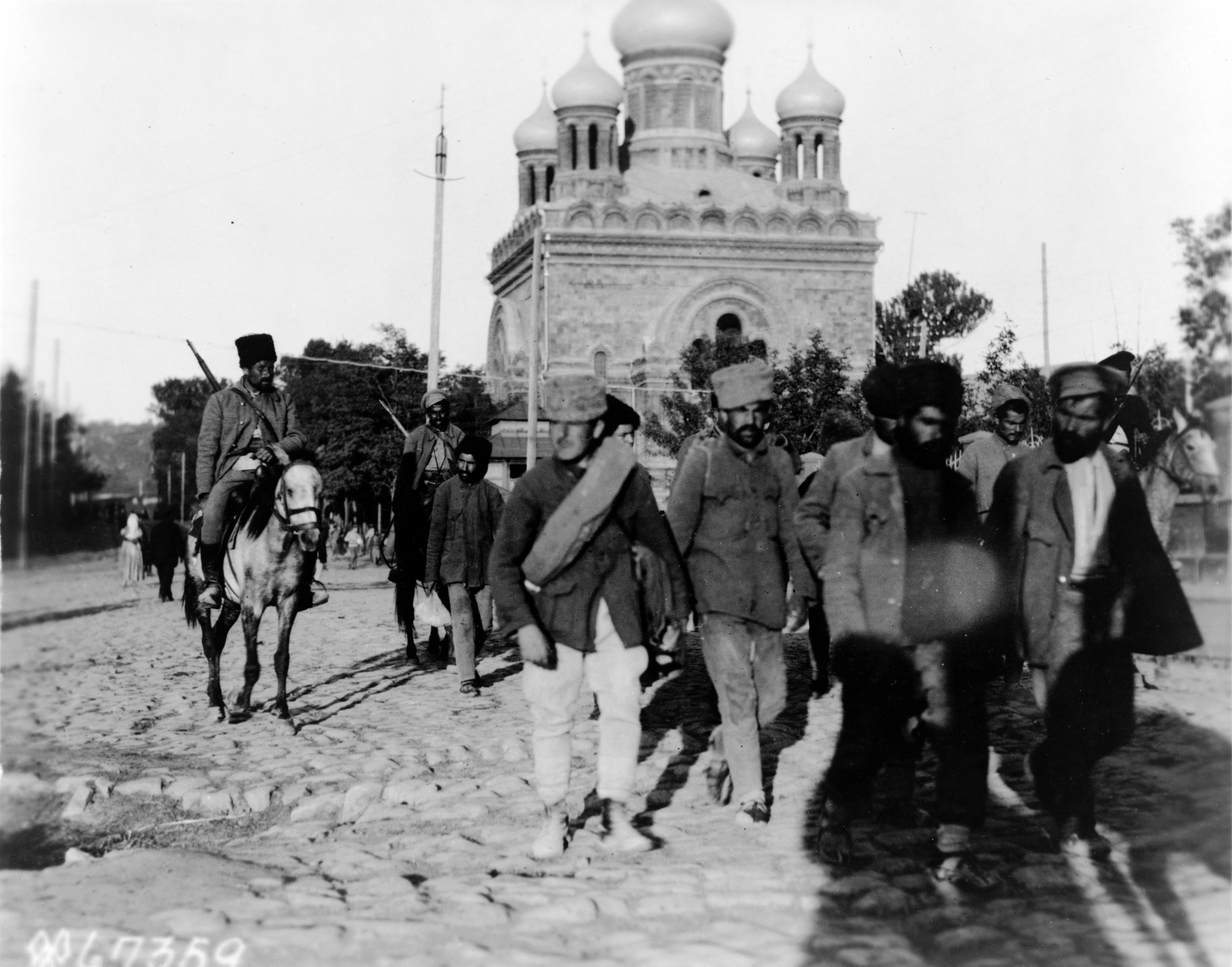
Armeniska soldater till häst med desertörer från den egna armén, 1919.

### Sverige
En svensk desertör bestraffas enligt brottsbalkens 21 kapitel vilket endast äger tillämpning under krig eller vid krigsfara. Om brottet är grovt kan straffet bli livstids fängelse. I fredstid straffas den som undanhåller sig från tjänstgöring för svikande av försvarsplikt.
En utländsk desertör kallas för krigsvägrare och har tidigare i många fall haft rätt till asyl i Sverige. Den praxis som växte fram hos Utlänningsnämnden under 2000 efter Kosovokriget 1999 säger dock att endast krigsvägrare från en folkrättsstridig konflikt har rätt till asyl.

### Finland
Under fortsättningskriget uppskattas antalet desertörer till cirka 17 000. Många av dessa var skogsgardister som gömde sig i skogarna, understödda av lokalbefolkningen.

### USA
I USA används benämningen AWOL som står för Absent Without Leave (ungefär frånvarande utan permission) så länge man inte är säker på huruvida frånvarandet är avsiktligt. Efter 30 dagar med AWOL-stämpel räknas frånvarandet dock som en desertering och straffas då enligt den amerikanska militärlagstiftningen. AWOL-beteckningen bör skiljas ifrån MIA (Missing in action, "saknad i strid") stämpeln som istället betyder att man tappat kontakten med en soldat under strid och inte misstänker att soldaten avvek avsiktligt utan snarare befarar att denna antingen är död (Stupad i strid, Killed in action, KIA) eller tagen tillfånga av utländsk trupp (krigsfånge, Prisoner of war, POW).